# FMA IA 58 Pucará
FMA IA 58 Pucará là
một loại máy bay cường kích và chống nổi dậy của Argentina.

## Biến thể
- AX-02 Delfin:
- AX-04:
- IA-58A Pucará:
- IA-58B Pucará Bravo:
- IA-58C Pucará Charlie:
- IA-58D Pucará Delta:
- IA-66:

## Quân sự

### Đang sử dụng
Argentina
- Không quân Argentina

 Uruguay
- Không quân Uruguay

### Từng sử dụng
Colombia
- Không quân Colombia

 Sri Lanka
- Không quân Sri Lanka (1993–1999)

 Anh Quốc
- Không quân Hoàng gia

## Tính năng kỹ chiến thuật
Dữ liệu lấy từ 
Đặc điểm tổng quát
- Kíp lái: 2
- Sức chứa: 2
- Chiều dài: 14.25 m (46 ft 9 in)
- Sải cánh: 14.5 m (47 ft 6 in)
- Chiều cao: 5.36 m (17 ft 7 in)
- Diện tích cánh: 30.3 m2 (326.16 ft2)
- Trọng lượng rỗng: 4.020 kg (8.862 lb)
- Trọng lượng có tải: 6.800 kg (14.991 lb)
- Powerplant: 2 × Turbomeca Astazou XVIG kiểu turboprop, 729 kW (978 hp) mỗi chiêc mỗi chiếc

Hiệu suất bay
- Vận tốc cực đại: 500 km/h (310 mph)
- Vận tốc hành trình: 430 km/h (267 mph)
- Tầm bay: 3.710 km (2.305 dặm)
- Trần bay: 10.000 m (31.800 ft)

Vũ khí trang bị
- 2 × pháo Hispano-Suiza HS.804 20 mm
- 4 × súng máy FN Browning 7,62 mm
- 3 × giá treo mang tới 1.500 kg (3.300 lb) thùng súng máy, bom, rocket, mìn và ngư lôi